# Put a Little Love on Me
"Put a Little Love on Me" é uma canção do cantor irlandês Niall Horan. Foi lançada pela Capitol Records em 6 de dezembro de 2019 como segundo single do seu segundo álbum de estúdio, Heartbreak Weather (2020).

## Antecedentes e promoção
Horan cantou a música pela primeira vez em 7 de agosto de 2019 no Capitol Congress 2019, onde também anunciou seu single anterior "Nice to Meet Ya". Sobre a música, o cantor revelou que seu próximo projeto não seria seu álbum "se não tivesse uma balada triste, triste e triste" e que a música "poderia ser a minha música favorita já escrito". Liricamente, a música lida com o rompimento com a cantora Hailee Steinfeld em dezembro de 2018. Ele anunciou o lançamento da música e compartilhou um trecho em suas redes sociais em 5 de dezembro de 2019.

## Apresentações ao vivo
Em 15 de dezembro de 2019, Horan apresentou a música pela primeira vez no Saturday Night Live.

## Desempenho nas tabelas musicas
| Tabela musical (2019)                     | Melhor posição |
| ----------------------------------------- | -------------- |
| Austrália (ARIA)                          | 13             |
| Canadá (Billboard Hot Digital Song Sales) | 28             |
| Irlanda (IRMA)                            | 32             |
| Nova Zelândia (RMNZ)                      | 15             |
| Escócia (Official Charts Company)         | 38             |
| Reino Unido (UK Singles Downloads Chart)  | 50             |
| Estados Unidos (Billboard Digital Songs)  | 9              |

## Histórico de lançamento
| Região | Data                  | Formato(s)                 | Gravadora | Ref.   |
| ------ | --------------------- | -------------------------- | --------- | ------ |
| Mundo  | 6 de dezembro de 2019 | Download digital streaming | Capitol   | [ 22 ] |